# 勃洛度格霍菲
柏洛杜霍菲（英語：Blodughofi）是弗雷（Freyr）的馬，其意為「血蹄」（Bloody Hoof），也被稱作「可以穿越烈焰的馬」。
在《詩體埃達》中提到弗雷因為愛上女巨人葛德（Gerd），他的隨從史基尼爾（Skirnir）代替主人前往巨人國求親時，為了讓史基尼爾能順利穿越巨人國外的烈焰，弗雷賜了他一匹馬，雖然詩中沒有提到那匹馬的名字，但想當然可以猜測正是柏洛杜霍菲。